# Lei (Hawaï)

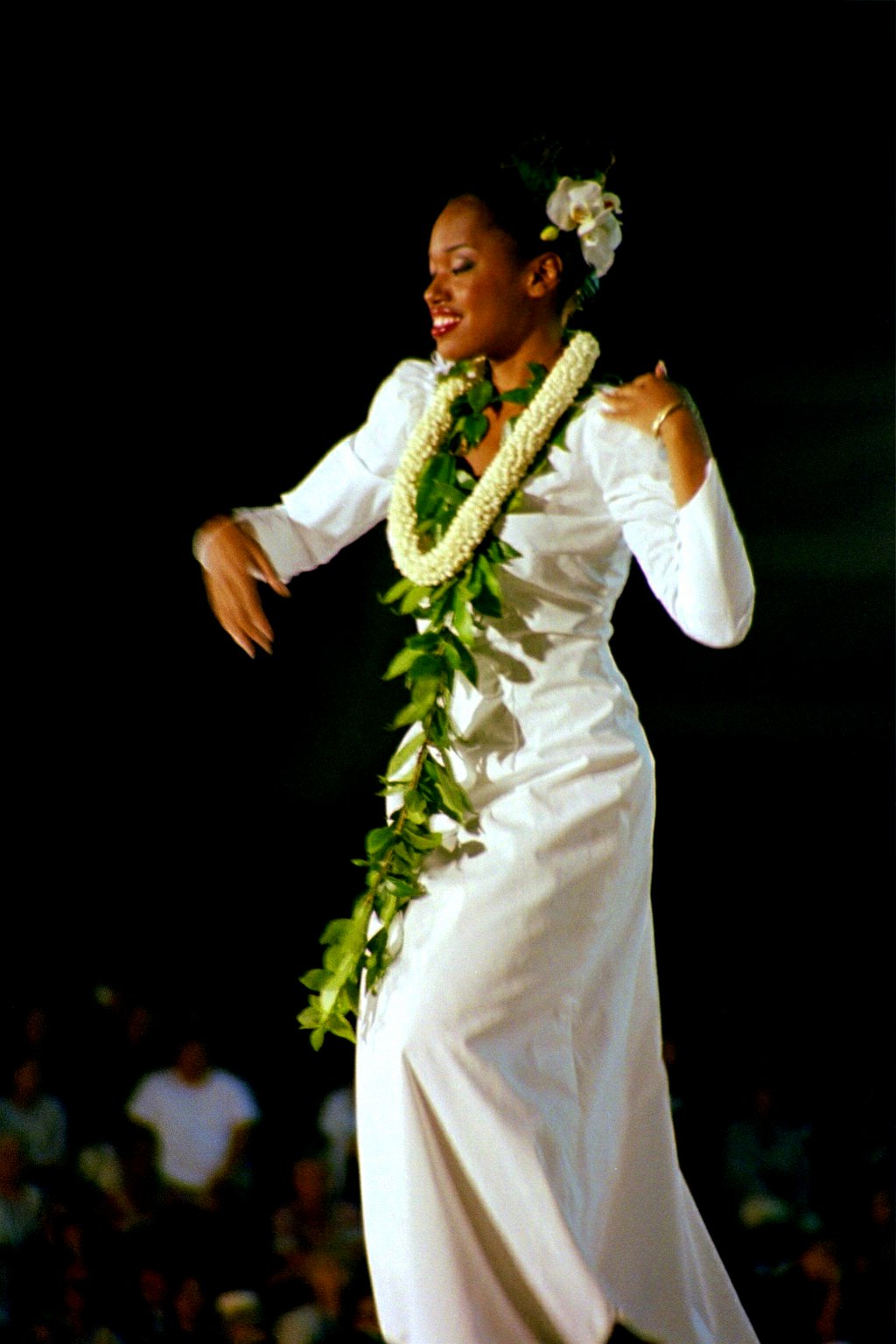
Hoeladanseres met een lei

Een lei is een traditionele Hawaïaanse bloemenkrans of kralensnoer gedragen als lichaamsversiering. 
Onder inwoners van Hawaï worden lei's overhandigd en gedragen bij officiële ceremonies, verjaardagen, examens, trouwerijen, begrafenissen en pensioneringen. Studenten die afstuderen aan de universiteit dragen soms zoveel lei's dat die tot de oren komen, of zelfs nog hoger. Bij toeristen is de lei bekend als een bloemenkrans die de bezoeker als begroeting en verwelkoming om de hals gehangen wordt. 
De kransen worden onder andere vervaardigd van de bloemen van de plumeria, die in rode en in geelwitte varianten op veel plaatsen op de eilanden voorkomen (hoewel ze niet endemisch zijn). Er zijn ook varianten die vooral gemaakt zijn met schelpen of met varens. Vroeger werden ook wel veren, botten en menselijk haar verwerkt.
De lei is een typisch symbool van de aloha spirit en komt voor op de vlag van de Noordelijke Marianen. Op 1 mei vieren Hawaïanen "Lei Day". Dit is sinds 1929 een officiële feestdag.

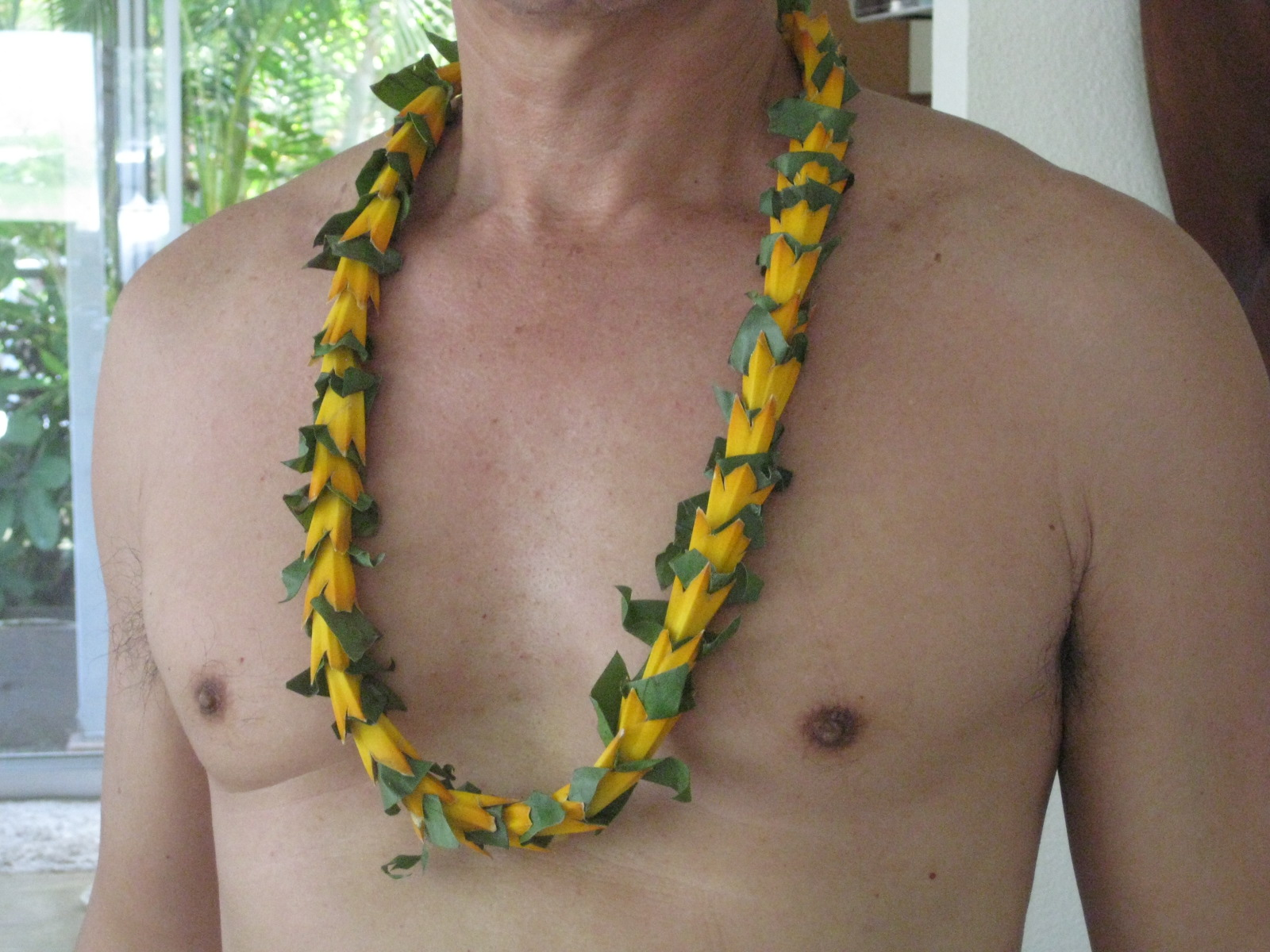
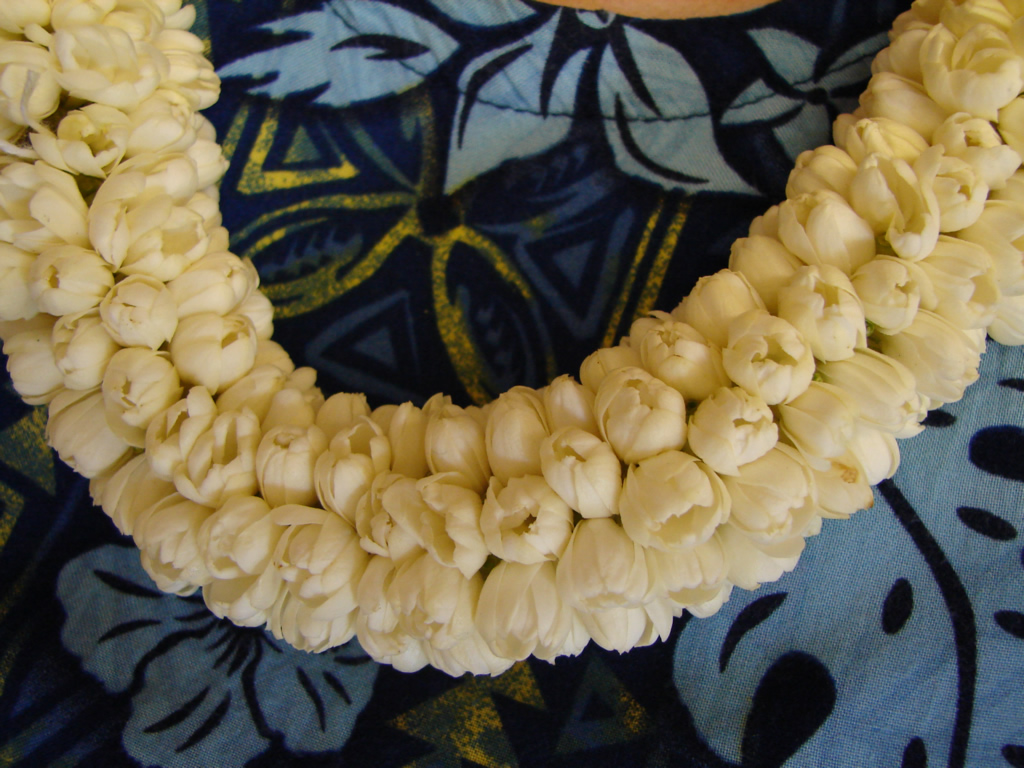
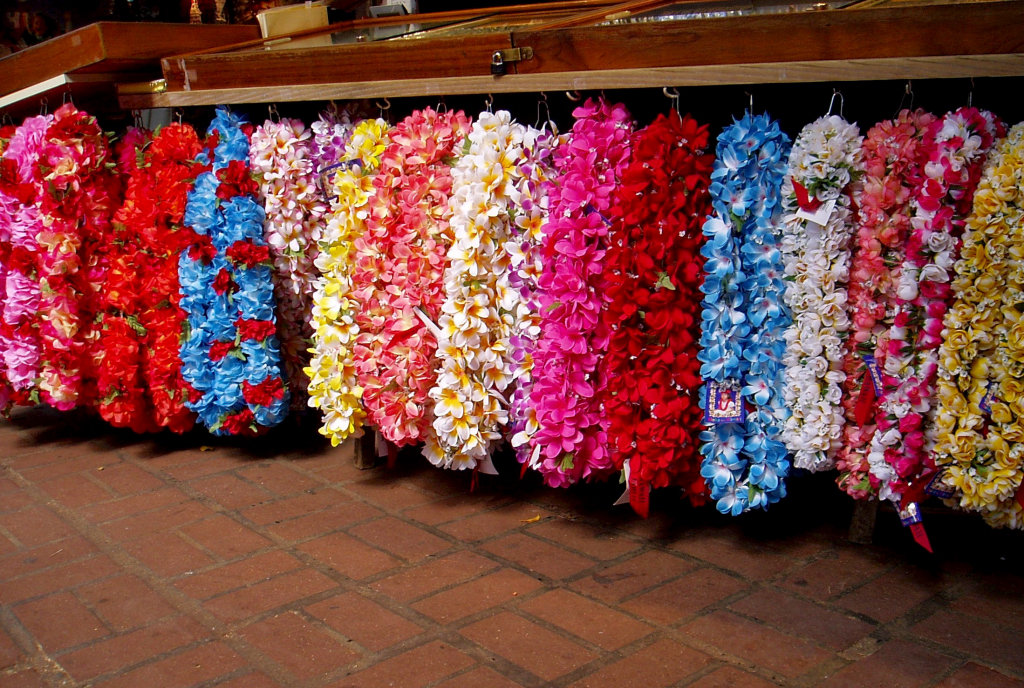
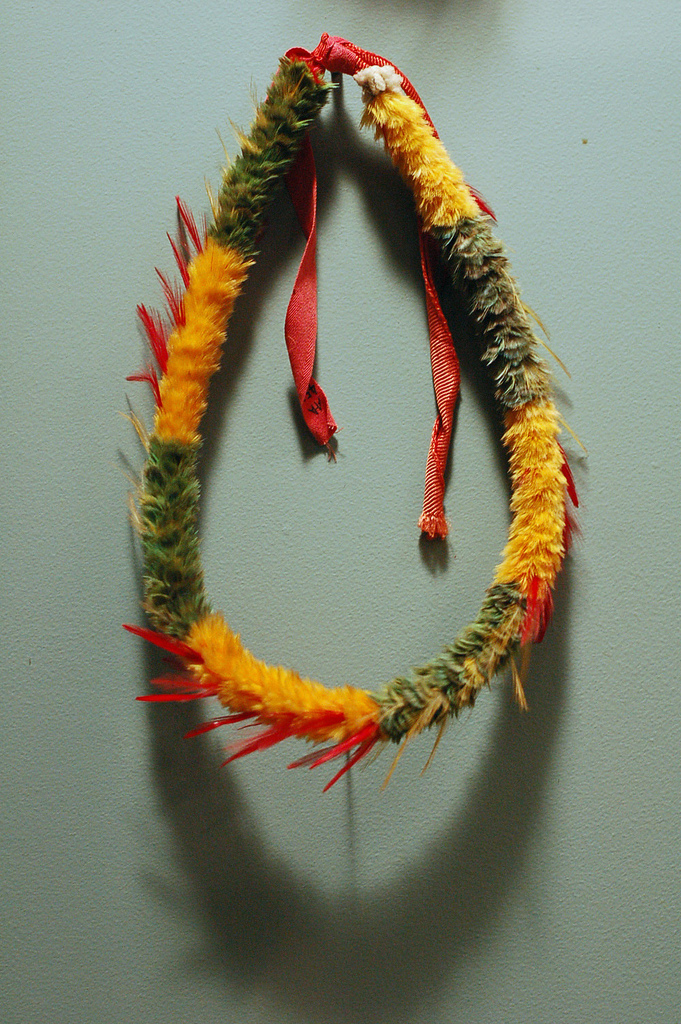